# Aka (Ungarn)
Aka ist eine ungarische Gemeinde im Kreis Kisbér im Komitat Komárom-Esztergom.

## Geografische Lage
Aka liegt am nordöstlichen Rand des Bakonywaldes, 32 Kilometer südwestlich des Komitatssitzes Tatabánya und 11 Kilometer nordwestlich der Kreisstadt Kisbér. Nachbargemeinden sind Bakonysárkány, Nagyveleg, Súr und Ácsteszér.

## Geschichte
Im Jahr 1913 gab es in der damaligen Kleingemeinde 143 Häuser und 843 Einwohner auf einer Fläche von 3146 Katastraljochen. Sie gehörte zu dieser Zeit zum Bezirk Zircz im Komitat Veszprém. Die Einwohner des Ortes lebten damals hauptsächlich von der Land- und Forstwirtschaft sowie der Schweinehaltung. Bis 1950 gehörte Aka zum Komitat Veszprém und wurde dann dem Komitat Komárom-Esztergom zugeteilt. Aka bildete von 1975 bis 1989 mit dem benachbarten Ácsteszér eine Einheit und ist erst seitdem wieder eine eigenständige Gemeinde.

## Sehenswürdigkeiten
- Römisch-katholische Kirche Szentháromság, erbaut Ende des 18. Jahrhunderts
- Grabstätte der Familie Fiáth
- Weltkriegsdenkmal

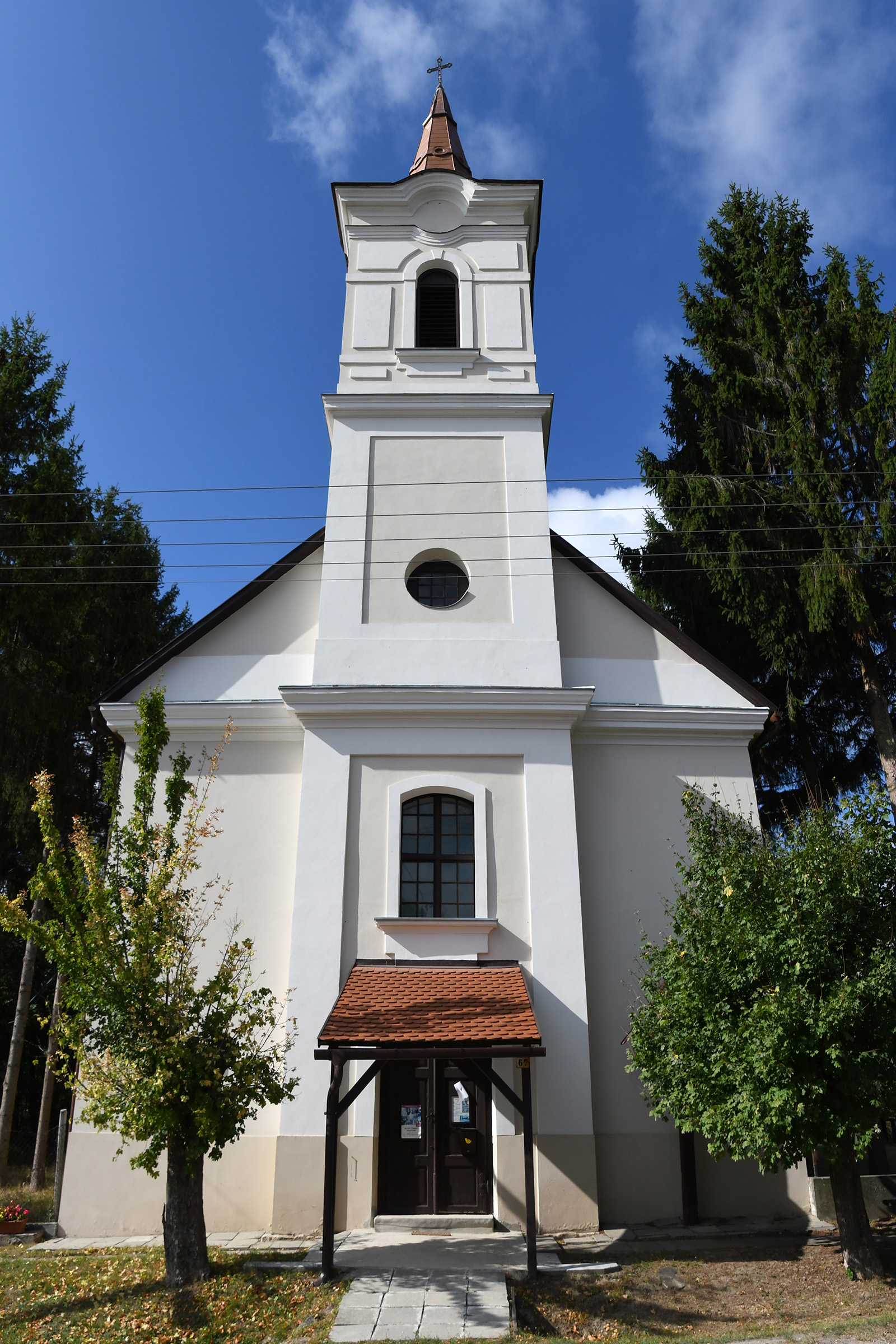
Römisch-katholische Kirche Szentháromság
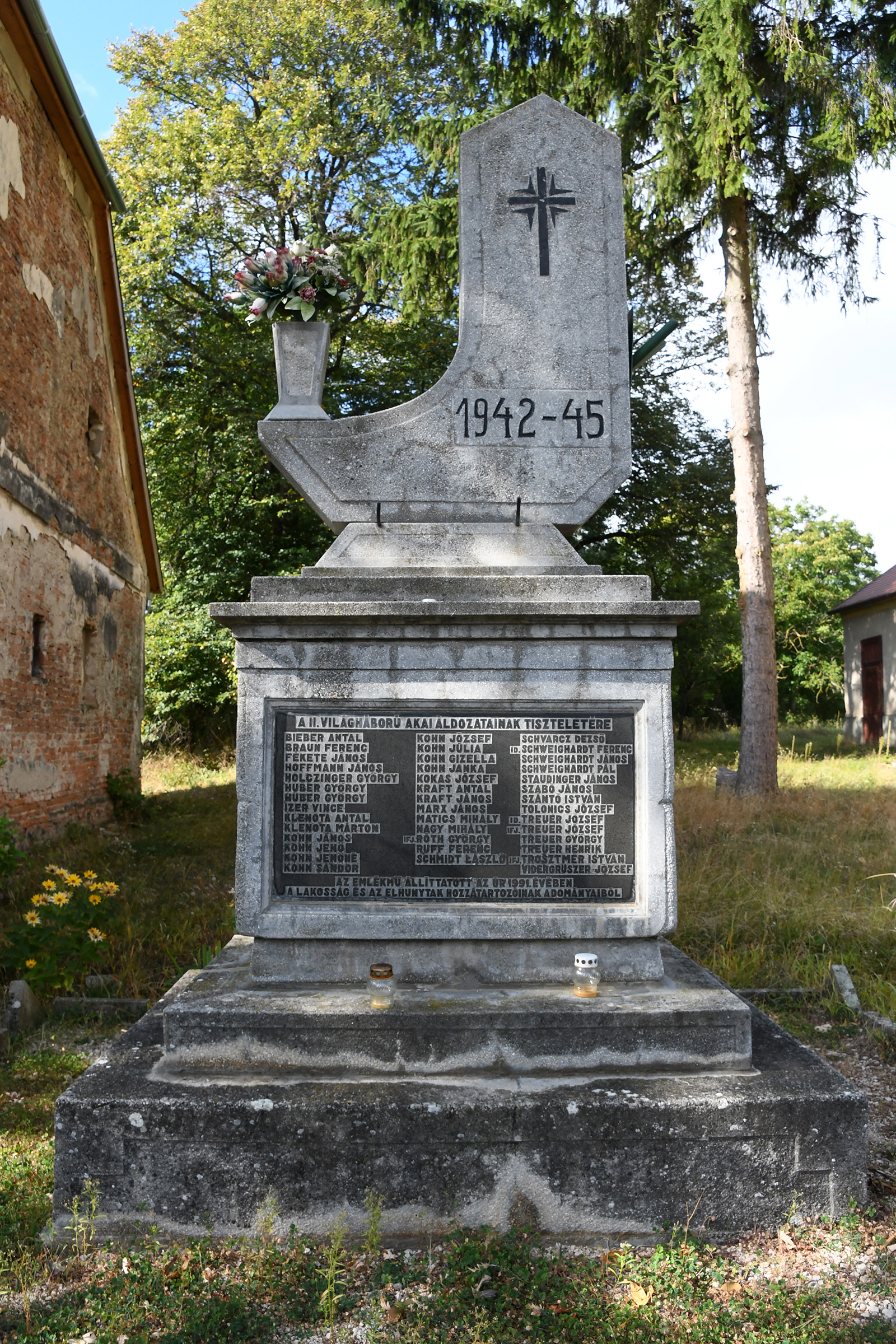
Denkmal für die Opfer des Zweiten Weltkriegs

## Verkehr
Durch Aka verläuft die Landstraße Nr. 8227. Der nächstgelegene Bahnhof befindet sich ungefähr sieben Kilometer nordöstlich in Bakonysárkány.